# オーレの戦い
オーレの戦い（Battle of Auray・Bataille d'Auray、 1364年9月29日）は百年戦争の一部でもあったブルターニュ継承戦争を終結させた戦闘で、イングランドが支援するドルー家（モンフォール家）のジャン・ド・モンフォールが、フランスが支援するブロワ家（シャティヨン家）のシャルル・ド・ブロワを敗死させ、唯一のブルターニュ公となった。

## 背景
1360年にブレティニー条約によりイングランド・フランスが停戦した後、ブルターニュでも和平交渉が行われていたが、1364年に決裂し戦争が再開された。ジャン4世はイングランドのジョン・チャンドスの支援を受けて、1342年以来フランス・ブロワ側の支配下にあるオーレの町を攻撃し、町中にある城塞を包囲した。城側は十分な食料が無かったため、ミクルマス（9月29日）までに援軍が来なければ開城することに同意した。
しかし、9月27日にシャルル・ド・ブロワとフランス軍を率いるベルトラン・デュ・ゲクランの援軍がオーレに到着し、28日に城の前を流れる川の左岸に展開した。これに対し、モンフォール軍は城兵とブロワの援軍に挟撃されることを恐れ、オーレから離れて川の右岸に布陣した。29日に交渉は決裂し、ブロワ軍は川を渡り南面して布陣し、それに呼応したモンフォール軍は北面して布陣した。

## 交戦戦力
ブロワ・フランス軍
左にオーセル伯、右にゲクラン、中央にブロワで、わずかな予備隊は使用されなかった。各部隊は約1000人ずつ。
モンフォール・イングランド軍
右にオリヴィエ・ド・クリッソン、左にイングランドのロバート・ノールズ、中央にジャン4世とジョン・チャンドスで、ヒュー・カルヴェリーの元にかなりの予備隊が存在した。

## 戦闘
フランス側のクロスボウとイングランド側の弓兵との小競り合いから始まり、まもなく重武装兵の正面からの激戦に突入した。両陣営とも長期にわたる戦争の決着を意図しており、捕虜を取るなと命令されていた。
モンフォール軍は各隊にわたって被害を受けたが、予備隊からの補充により持ちこたえた。一方、ブロワ軍の右翼も被害を出したが、補充が無いため崩れだし中央に流れ込み、次いで左翼も崩れだし、オーセル伯が捕らえられた。中央の部隊は戦場からの逃走を図ったが、ブロワは命令を忠実に守ったイングランド兵に殺された。ゲクランは全ての武器が尽きるまで奮戦したが、チャンドスに降服した。

## 結果
この戦いの結果ゲランド条約が結ばれ、ブルターニュ継承戦争は終結した。1365年にフランス王シャルル5世はジャン4世を正式にブルターニュ公として承認した。